# 吊るし飾り
吊るし飾り（つるしかざり）は伝統工芸の一種。雛祭りの際に、糸の先に布製の人形などを吊るしてひな人形とともに飾ったもの。インテリアとして、折り紙やビーズを糸の先につけて飾った物を吊るし飾りと呼ぶ場合もある。福岡県柳川市のさげもん、静岡県東伊豆町稲取地区の雛のつるし飾り、山形県酒田市の傘福をまとめて「日本三大つるし飾り」と称される。

## 地域

### さげもん

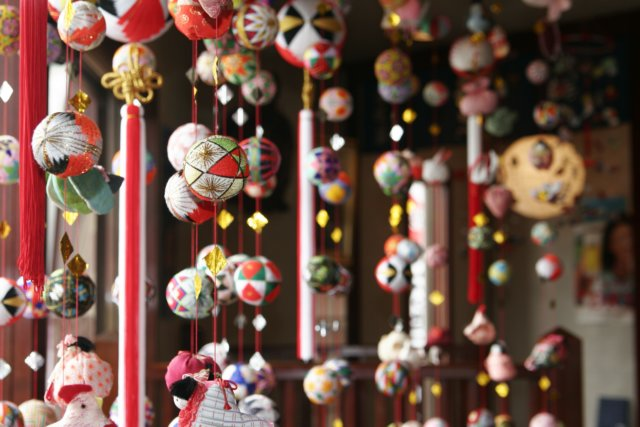
さげもん

福岡県柳川市でひな祭りに飾られる装飾。伊豆稲取の雛のつるし飾りと同様の構成であるが、柳川鞠を使っているのが特徴である。「さげもん」及び「さがりもの」と呼ばれる。旧暦3月1日から4月3日にかけて「さげもんめぐり」が開催され、各戸に飾られる。
竹ひごに縮緬を巻いて作った輪に糸を7本掛け、各々に7個（計49個）布製の人形を吊るし、中央に柳川鞠を2個配したものを2組1セットとして雛壇の両側に飾る。小型の物は、糸5本、人形25体（5×5体）、鞠1個が標準となっている。詳細はさげもんを参照。

### 雛のつるし飾り

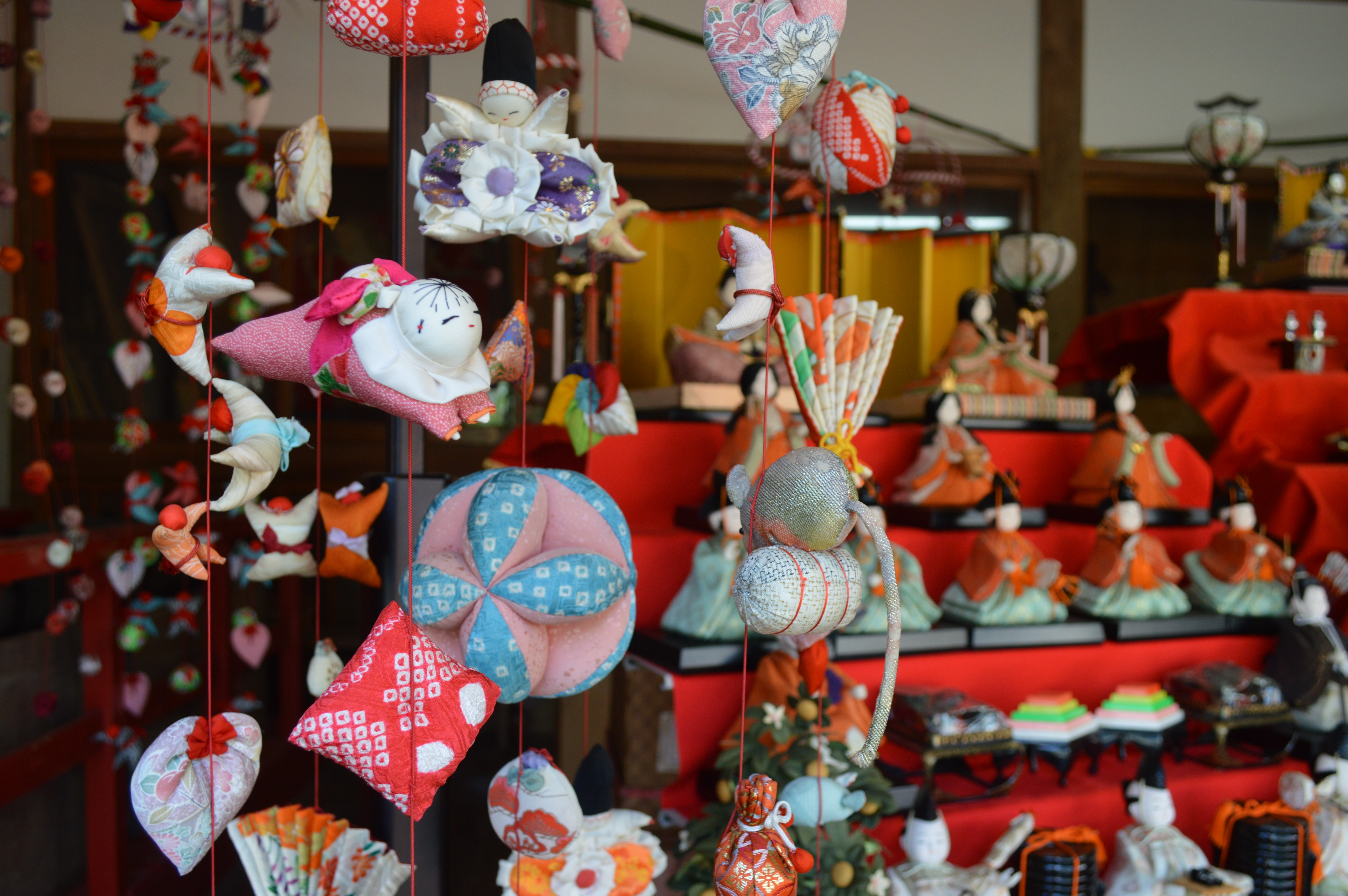
雛のつるし飾り

静岡県賀茂郡東伊豆町稲取でひな祭りに飾られる装飾。福岡・柳川のさげもんと同様の構成であるが、手鞠は使われていない。吊し飾り、つるし雛飾りとも呼ばれていたが「雛のつるし飾り」の名称で統一されている。ひな人形の代わりに手作りの人形を飾ったのがはじまりとされている。雛のつるし飾りは、娘の成人後にどんど焼きにくべる習慣があったため、古い物は残っておらず、最古の物は100年程度前の物と言われている。戦後、一時期廃れたが、平成に入って稲取婦人会が中心となって復興した。
竹ひごに縮緬を巻いて作った輪に糸を5本掛け、各々に11個（計55個）布製の人形を吊るしたものを2組1セットとして雛壇の両側に飾る。詳細は雛のつるし飾りを参照。

### 傘福
山形県酒田市でひな祭りに飾られる装飾。傘の骨組みを利用して飾る方法が特徴とされ、傘福、傘鉾、笠福とも呼ばれているが「傘福」の名称で統一されている。「傘福」は信仰による祭りのだしから始まり、江戸時代末期には奉納を目的として製作されたものであり、稲取や柳川のつるし飾りとは目的が異なっている。傘の内側に天幕を張り、親骨に紐をかけ先端に布製の人形を吊るす。詳細は傘福を参照。

### その他の地域
北海道当別町では雛祭りの期間中につるし飾りを展示公開している。また北海道千歳市には、一年中つるし飾りを楽しめるギャラリー和布の華がある。